# Salario decente

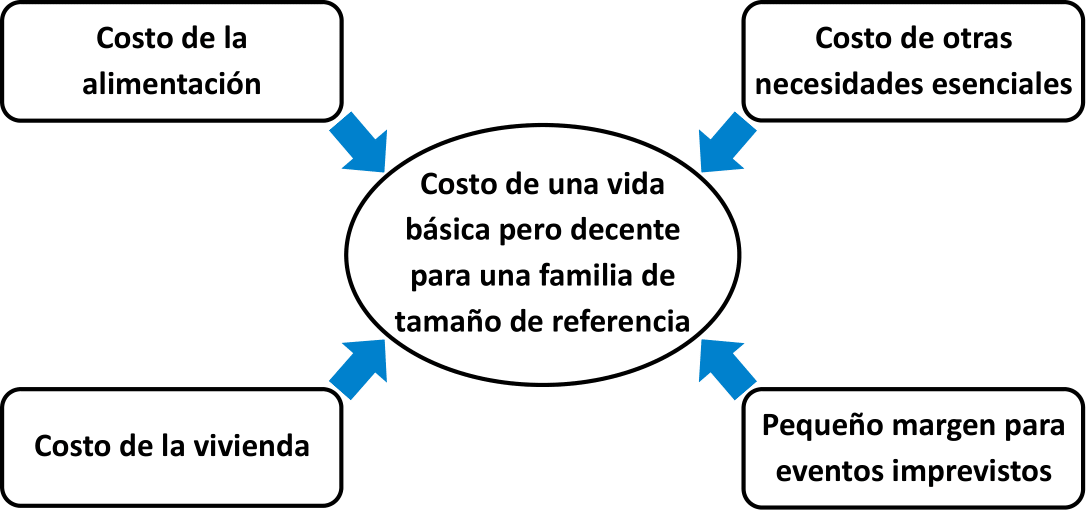
Costes de una vida básica, pero decente, para una familia: comida, alojamiento, otras necesidades e imprevistos.

El salario decente (en inglés living wage, literalmente salario que permite vivir) es el pago mínimo necesario a un trabajador para que satisfaga sus necesidades básicas. Estas necesidades incluyen alimento, alojamiento, y otras como ropa. En español también se designa este concepto con las expresiones salario digno, salario justo (fair wage), sueldo decente, sueldo digno, sueldo justo, salario vital, salario para vivir y mínimo vital.
El objetivo de un salario decente es proporcionar al trabajador un nivel de vida básico, pero decente. Debido a la naturaleza flexible del término "necesidades", no hay una medida universalmente aceptada de qué es un salario decente, porque varía con el lugar geográfico y el tipo de hogar.
Una definición de salario decente utilizada por la Autoridad del Gran Londres (GLA por sus siglas en inglés) es el sueldo umbral, calculado como unos ingresos del 60 % de la mediana más un 15 % adicional para imprevistos.
La implantación de un salario decente se considera una política de predistribución.
Un salario decente, en algunos países como el Reino Unido y Nueva Zelanda, generalmente significa que una persona que lo cobra por trabajar 40 horas a la a semana, sin ingresos adicionales, tendría que ser capaz de pagarse con él lo básico para una vida modesta, pero decente, como comida, alojamiento, suministros (agua, electricidad, gas, teléfono), transporte, salud y cuidado de los hijos.

## Diferencia entre pobreza absoluta y salario decente
Quienes abogan por el salario decente han perfilado su definición como el sueldo equivalente a la línea de pobreza para una familia de 4 personas. Con solo un perceptor del salario decente, sus ingresos permitirían a esa familia pagar «los gastos de comida, vivienda, ropa, asistencia sanitaria, transporte y otras necesidades vitales en la sociedad moderna». Es muy importante diferenciar "salario decente" y "pobreza absoluta". Varios enlaces multiidiomáticos de Living wage conducen a erróneamente a "pobreza absoluta". Por ejemplo el de gallego o el de portugués. La pobreza absoluta o pobreza extrema es la situación de una persona cuyos ingresos caen por debajo de la línea de pobreza. Puede estar un poco por debajo, algo por debajo o muy por debajo. Estos ingresos pueden venirle de un salario, una pensión o una actividad asimilable a la de empresario autónomo, como el cultivo de un terreno propio y la venta en mercados de su producción. En cambio el salario decente es la cifra mínima pagada por una empresa a un trabajador para que él y su familia puedan satisfacer sus necesidades vitales.

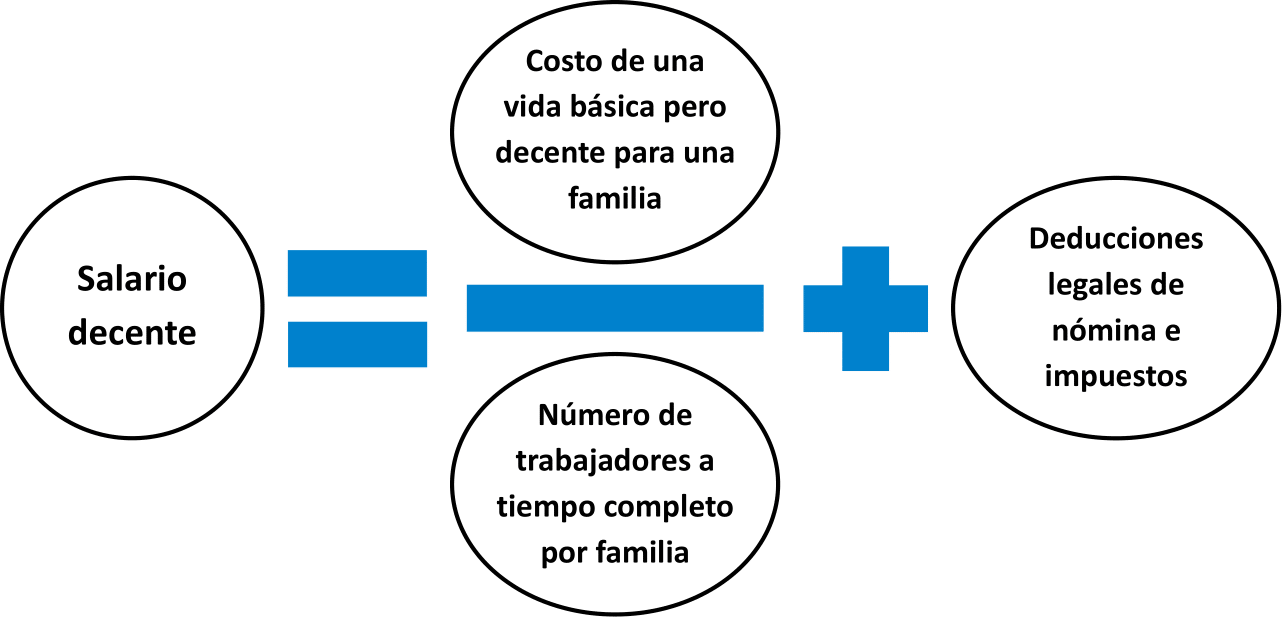
Cálculo del salario decente: impuestos + cuota de la Seguridad Social + coste básico de la vida para una familia / número de trabajadores a tiempo completo en esa familia

## Diferencia entre salario mínimo y salario decente
En términos económicos, el salario mínimo es similar al salario decente en el sentido de que es un precio suelo para la mano de obra. La diferencia entre el salario mínimo y el salario decente es que el primero tiene como finalidad proteger a los trabajadores más vulnerables de salarios indebidamente bajos, mientras que el segundo, habitualmente más alto, si en un país existen los dos, tiene el objetivo de asegurar al trabajador y a su familia un nivel de vida básico. Además, el salario mínimo es fijado, con criterios de política económica, por el gobierno de un país (a menudo tras una negociación con los agentes sociales) y no necesariamente actualizado con la inflación, mientras que el salario decente, por su propia naturaleza, incluye en su sistema de cálculo una actualización de acuerdo a la evolución del coste de la vida.
El salario mínimo también difiere del salario decente en que el primero lo fija una ley nacional y puede no satisfacer los requisitos para tener una calidad de vida básica, lo que obliga a una familia, si el salario mínimo es el único ingreso, a solicitar ayudas sociales para satisfacer sus necesidades básicas. Por otra parte la figura del salario decente solo se ha adoptado en algunos municipios de pocos países, mientras que el 90 % de los países miembros de la Organización Internacional del Trabajo tiene algún tipo de salario mínimo.

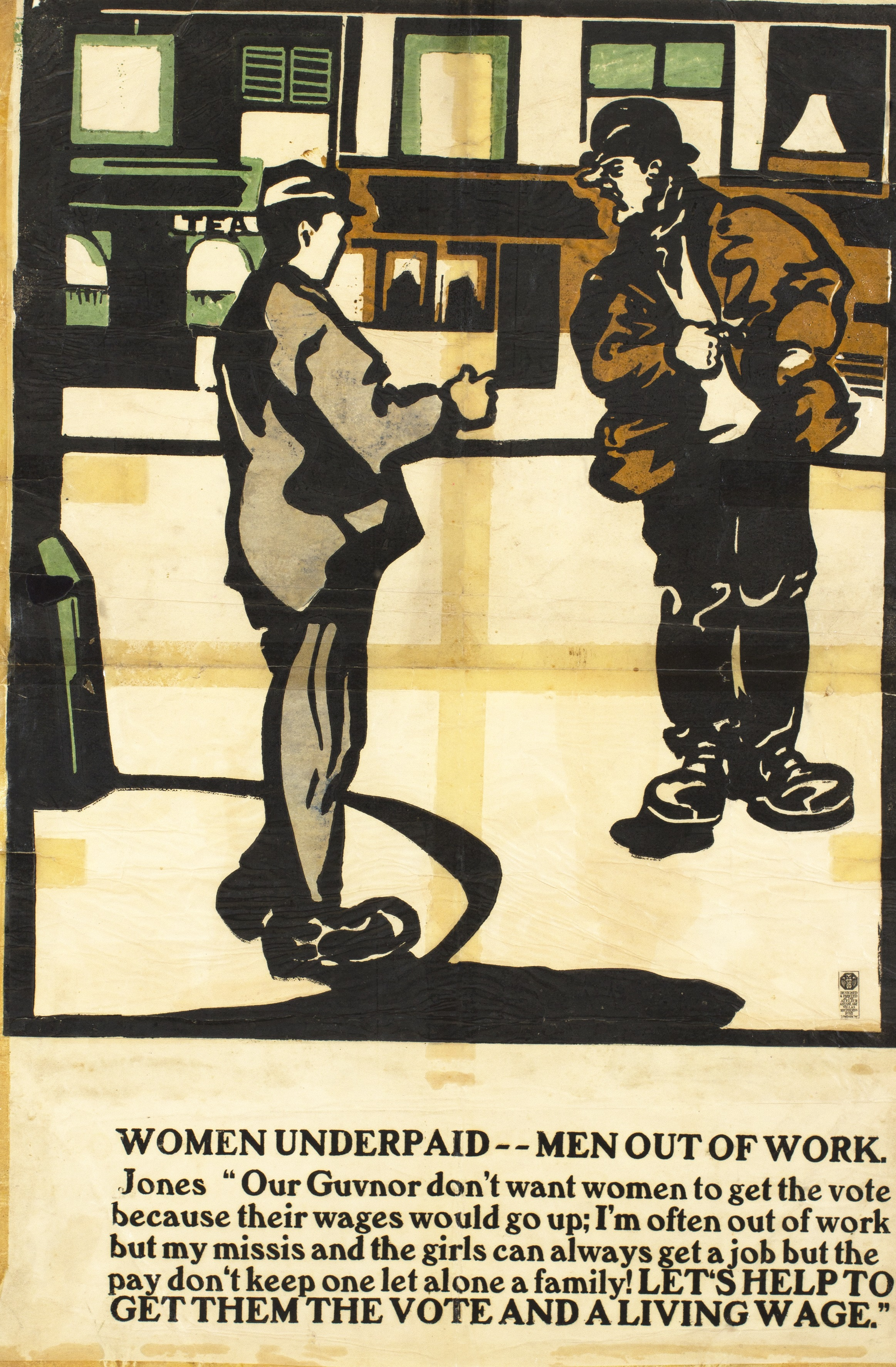
Campaña sufragista por el derecho de las mujeres a votar y a un salario decente (hacia 1903).

## Historia
El concepto de salario decente, aunque no se nombre exactamente en esos términos, puede ser rastreado hasta en las obras de antiguos filósofos griegos como Platón y Aristóteles. Ambos abogan por un ingreso que tenga en cuenta las necesidades de la persona, particularmente las que aseguran el bien común. Aristóteles vio la autosuficiencia —que definió como «la que por sí misma hace la vida merecedora de elección y falta de nada»— como requisito para la felicidad. Como responsabilizó al Estado de que los pobres pudieran ganar lo suficiente para vivir, sus ideas se consideran un ejemplo temprano de apoyo a un salario decente. Puede verse la posterior evolución del concepto en intelectuales medievales como Tomás de Aquino, quien defendió un "sueldo justo". El concepto de un sueldo justo se relacionaba con el de precios justos, los cuales eran los que permitían a todos acceder a sus necesidades. Precios y sueldos que impidieran el acceso a las necesidades se consideraban injustos, porque ponían en peligro la virtud de quienes se veían así impedidos.
En La riqueza de las naciones, Adam Smith reconoció que aumentar los salarios reales llevaba a la «mejora en las circunstancias de los estratos inferiores del pueblo» y por tanto es una ventaja para la sociedad. El crecimiento económico y un sistema de libertades eran los medios por los que los empleados pobres podían conseguir mayores sueldos y un nivel de vida aceptable. El aumento de los salarios reales se conseguía mediante el crecimiento de la productividad si los precios se mantenían estables, i.e. si no había inflación. Un sistema de libertades, asegurado a través de instituciones políticas en las que incluso los «rangos más bajos de personas» tenían la oportunidad de conseguir sueldos más altos y un nivel de vida aceptable.

Sirvientes, labradores y trabajadores de diferentes clases forman la mayor parte de todas las grandes sociedades políticas. Pero lo que mejora las circunstancias de la mayor parte nunca puede ser considerado como una inconveniencia para el conjunto. Ninguna sociedad puede florecer y ser feliz si la mayoría de sus miembros son pobres y tristes. No es sino por equidad, además, que quienes alimentan, visten y alojan a todo el conjunto del pueblo, deberían recibir una parte del producto de su labor suficiente para alimentarse, vestirse y alojarse tolerablemente bien.
Adam Smith, La riqueza de las naciones, I .viii.36

 Basándose en estos escritos, Smith abogó porque la mano de obra recibiera una participación equitativa de lo que contribuía a producir. Para Smith, esta participación equitativa era superior a un salario de subsistencia. Smith equiparó los intereses de los labradores y los intereses de los terratenientes con los intereses sociales que estaban por encima. Razonó que cuando los sueldos y las rentas (producidas por las tierras) se elevan como resultado de una mayor productividad, se producirá el "crecimiento social" (hoy lo llamaríamos "crecimiento económico") aumentando la calidad de vida para la mayor parte de sus miembros.
Al igual que Adam Smith, los defensores de un salario decente argumentan que un mayor bien para la sociedad se consigue a través de sueldos más altos y un salario decente. Se arguye que el Estado debería intentar alinear los intereses de quienes buscan beneficios (los empresarios) con los de los trabajadores con el fin de producir ventajas sociales para la mayoría de la sociedad. Smith argumentó que una mayor productividad y el crecimiento global llevan a sueldos más altos, que a su vez producen mayores beneficios para sociedad. Basándose en sus escritos, puede inferirse que Smith apoyaría un salario decente acorde con el crecimiento global de la economía. Esto, a su vez, llevaría a una mayor felicidad y alegría del pueblo, al tiempo que ayudaría a mantener familias y personas fuera de la pobreza. Las instituciones políticas pueden crear un sistema de libertades para los individuos (por ejemplo libertad de empresa o libertad de establecimiento) para asegurar la oportunidad de mayores sueldos a través de una mayor producción, consiguiendo así un crecimiento estable para la sociedad.
En 1891 el papa León XIII publicó la bula Rerum novarum, que se considera la primera expresión de apoyo de la Iglesia católica a un salario decente. La Iglesia reconoció que los sueldos tendrían que ser suficientes para sostener a una familia. Esta posición ha sido ampliamente apoyada por la Iglesia desde entonces, y ha sido reafirmada por el papado en múltiples ocasiones, como por Pío XI en 1931 (Quadragesimo anno) y de nuevo en 1961, por Juan XXIII en la encíclica Mater et magistra. Más recientemente, Juan Pablo II escribió: «Por eso, en cada caso, un sueldo justo es el medio concreto de verificar todo el sistema socioeconómico y, de todas formas, de comprobar que está funcionando justamente.»

## Pensamiento contemporáneo
Diferentes ideas sobre un salario decente han sido adelantadas por campañas modernas para que algunas localidades lo adopten. Los defensores de un salario decente han argumentado que un sueldo es más que una compensación justa por el trabajo realizado: es un medio de asegurar la existencia del trabajador, y lleva a políticas públicas que aborden tanto el nivel del sueldo como su decencia. La investigación contemporánea de Andrea Werner y Ming Lim ha analizado los trabajos de John Ryan, Jerold Waltman y Donald Stabile para sus ideas filosóficas y morales sobre un salario decente.
John Ryan defiende un salario decente desde la perspectiva de los derechos. Considera que el salario decente es un derecho de todos los trabajadores porque la Naturaleza no ha establecido derechos de propiedad de los recursos (tierra para cultivar, agua para regar o beber, etc.), sino que algunas personas se han apropiado ilegítimamente de ellos. Argumenta que la propiedad privada de estos recursos impide que accedan a ellos personas que los necesitarían para sobrevivir. Por tanto, la obligación de hacer cumplir el derecho a un salario decente recae en los dueños y empresarios de recursos privados. Su argumento va más allá de que un sueldo tendría que proporcionar mera subsistencia: lo que tendría que proporcionar a los humanos es la capacidad de «desarrollar dentro de los límites razonables todas [sus] facultades físicas, intelectuales morales y espirituales». Un salario decente para Ryan es «la remuneración que suficiente para mantener decentemente al labrador».
Jerold Waltman, en Defensa del salario decente, postula un salario decente no basado en derechos individuales, sino desde una perspectiva comunal, o de "republicanismo cívico". Ve que los ciudadanos necesitan estar conectados a su comunidad, y así ve los intereses individuales y los comunes como inseparablemente ligados. Dos problemas de primer orden que para el republicanismo cívico resultan inmorales son la pobreza y la desigualdad. Un salario decente iría dirigido a resolver estos problemas al proporcionar la base material que permite a los individuos cierto grado de autonomía e impide riqueza e ingresos desproporcionados que inevitablemente llevarían a una fisura social entre ricos y pobres. Un salario decente permite además la participación política de toda clase de personas, lo cual es necesario para impedir que los intereses políticos de los ricos socaven las necesidades de los pobres. Estos argumentos a favor de un salario decente, tomados conjuntamente, pueden verse como elementos necesarios para la «sostenibilidad y cohesión sociales».

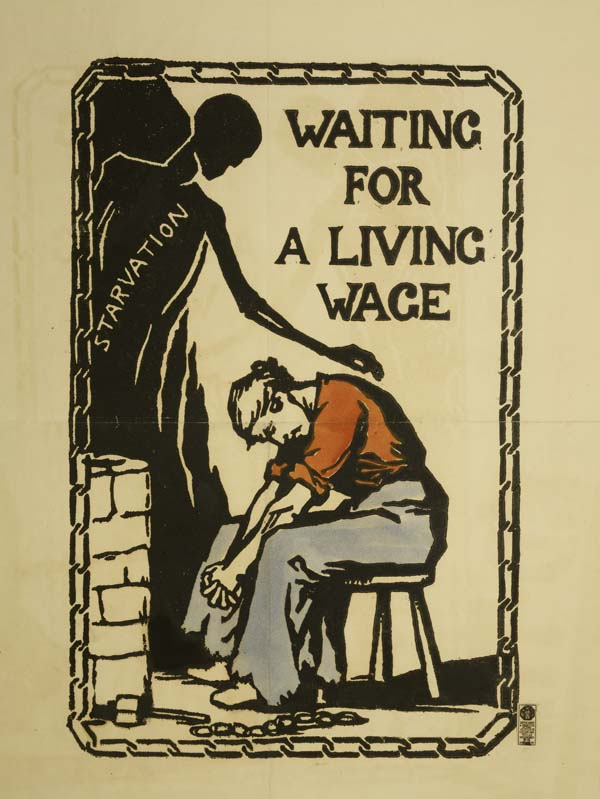
Cartel de 1913: "Esperando un salario decente", en el que se ve a un obrero amenazado por una figura negra rotulada en letras claras como "inanición" (starvation, muerte por hambre).

Donald Stabile defiende un salario decente basándose en la Economía moral y los aspectos relacionados de sostenibilidad, capacidad y externalidad. En términos generales, Stabile indica que la sostenibilidad en una economía puede requerir que las personas tengan los medios para «alojamiento decente, transporte, ropa y cuidado personal». Condiciona esta afirmación al ver las necesidades individuales como contextuales y por tanto susceptibles ser distintas, con el tiempo, entre culturas y bajo diferentes circunstancias macroeconómicas. Esto sugiere que el concepto de salario decente no puede definirse y acotarse de una única manera válida para todo tiempo y lugar. Las ideas de Stabile sobre capacidades hacen referencia directa al Enfoque basado en las capacidades, de Amartya Sen. Su ligazón con un salario decente es la idea de que el ingreso es un medio importante, aunque no exclusivo, para las capacidades. Resaltar las capacidades de las personas les permite funcionar mejor, tanto en sociedad como en el trabajo. Estas capacidades son además transmitidas por las personas a sus descendientes. Finalmente, Stabile analiza la falta de un salario decente como la imposición a otros de externalidades negativas. Estas externalidades toman la forma de vaciar la reserva de trabajadores «explotando y agotando a la mano de obra». Esto lleva a la ineficiencia económica porque, como las empresas no pagan todo el coste de la mano de obra, caen en la sobreproducción.
Otros autores contemporáneos han ahondado en el tema de las externalidades provocadas por la falta de un salario decente. Muilenburg y Singh ven las ayudas sociales a las familias de bajos sueldos —por ejemplo vivienda o comedores escolares— como un subsidio a los empresarios que les permite pagar poco a sus trabajadores. Este subsidio, que toma la forma de una externalidad, es por supuesto pagado por la sociedad en la forma de impuestos. Grimshaw repite esta idea y sostiene además que los empresarios compensan los costes sociales de mantener su mano de obra a través de beneficios fiscales, vivienda y otros subsidios a los bajos sueldos. Este tema se suscitó durante las primarias presidenciales del Partido Demócrata de 2016 en Estados Unidos, cuando el candidato a la presidencia Bernie Sanders mencionó que «las familias trabajadoras que están luchando para sobrevivir no deberían subsidiar a las más ricas del país», lo que por tanto implicaba que la gran cadena de supermercados Walmart, propiedad de la familia más rica en el país, no pagaba sueldos justos y estaba siendo subvencionada por los contribuyentes.
En los años 1990-2000, por iniciativas comunitarias en EE. UU., comenzaron las primeras campañas contemporáneas por un salario decente, con el fin de luchar contra la pobreza creciente que afrontaban los trabajadores y sus familias. Se argumentaba que el empleado, el empresario y la comunidad se beneficiarían de un salario decente. Los empleados estarían más dispuestos de trabajar, ayudando al empresario a reducir la rotación del personal, y ayudando la comunidad cuyos ciudadanos tendrían lo bastante para llevar una vida digna. Estas campañas se produjeron en parte como respuesta a la reaganomía y el thatcherismo en los EE. UU. y Reino Unido, respectivamente, que cambiaron la política macroeconómica hacia el neoliberalismo. Un salario decente, por incrementar el poder adquisitivo de los trabajadores de bajos ingresos, es apoyado por los economistas keynesianos y poskeynesianos como un estímulo para la demanda que mejora la situación de la economía.

## Experiencias de puesta en práctica

### Australia

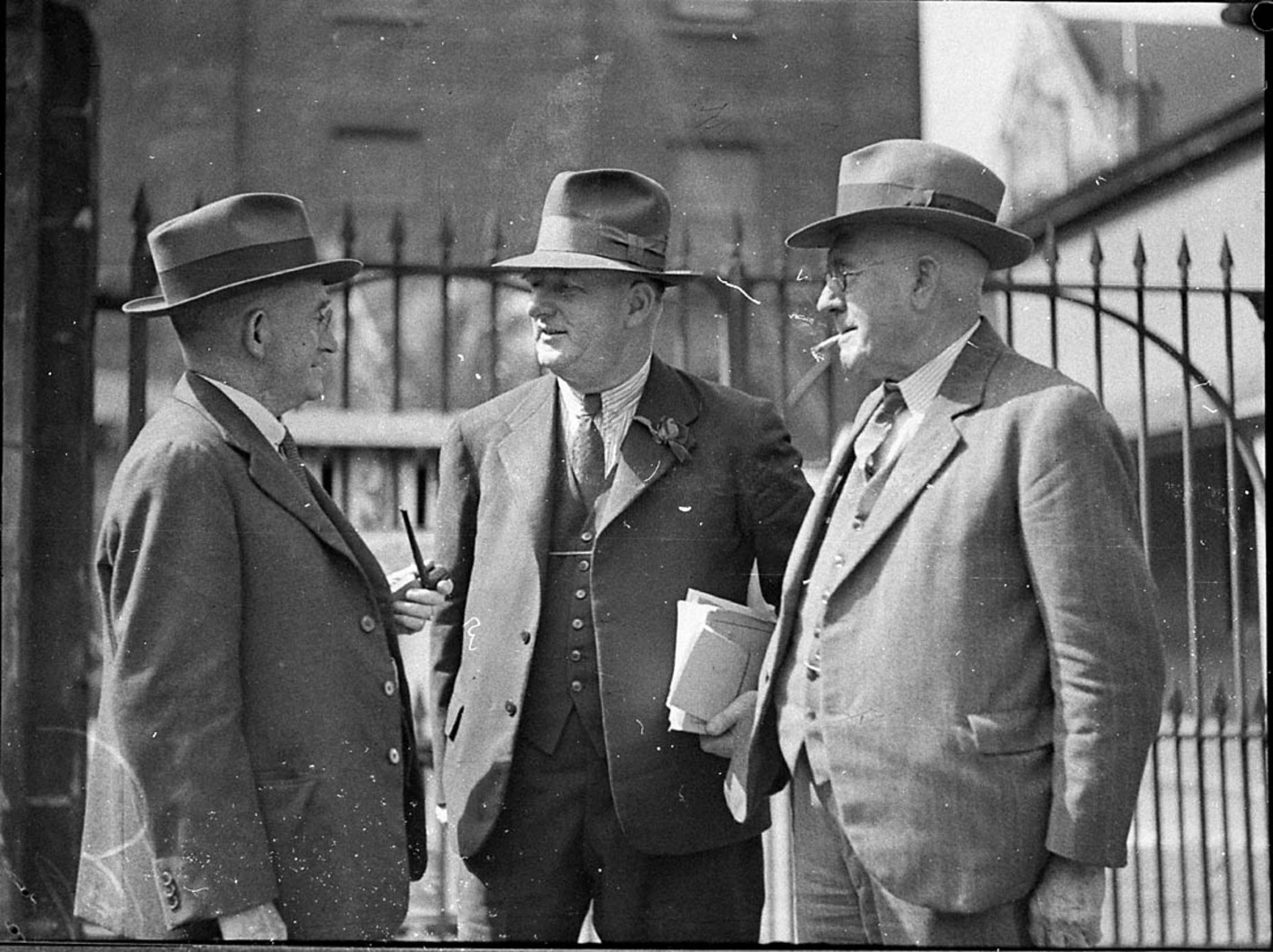
Investigación para un salario decente en Sídney, Australia, 1935.

En Australia, la sentencia Harvester de 1907 dictaminó que un empresario estaba obligado a pagar sus empleados un sueldo que les garantizara un nivel de vida para el que «un ser humano en un comunidad civilizada» viviera en «frugal comodidad estimada por actuales... estándares» sin tener en cuenta la capacidad de pagar del empresario. El juez Higgins estableció entonces un sueldo de 7/- (7 chelines) por día o 42/- por semana como un «justo y razonable» sueldo mínimo para trabajadores no especializados. La sentencia fue posteriormente revocada por un tribunal superior, pero su influencia permaneció. De la sentencia Harvester surgió el concepto industrial australiano de "sueldo básico" (no debe confundirse con el concepto de salario base). La mayoría de trabajadores especializados, además del sueldo básico, recibían un margen, proporcional a la decisión de un tribunal o una comisión sobre los niveles de habilidades del trabajador. En 1913, para compensar el creciente coste de la vida, el sueldo básico se aumentó a 8/- por día, el primer aumento desde su establecimiento en 1907. En Australia el primer índice de precios minoristas (equivalente al IPC en España y otros países) se publicó a finales de 1912, el Índice de serie A. Desde 1934, el sueldo básico se indexó con el Índice de serie C de precios domésticos. El concepto de sueldo básico fue repetidamente atacado por las organizaciones empresariales a través de los casos de sueldo básico y los casos de prima en las empresas del metal. En estos casos los empresarios argumentaban que el sueldo básico y el margen debían reemplazarse por un "sueldo total". El sistema de sueldo básico estuvo en vigor en Australia hasta 1967. Fue también adoptado por los tribunales de algunos estados australianos y se utilizó en algunos de ellos durante los años 1980-1990.

### Bangladés
Los salarios de Bangladés están entre los más bajos del mundo. Durante 2012 oscilaban alrededor de los 38 dólares estadounidenses ($) mensuales según el tipo de cambio. Los estudios del profesor Doug Miller de 2010 a 2012 han destacado la evolución de las prácticas de comercio mundial en Hacia costes laborales sostenibles en la venta al por menor de ropa en el Reino Unido. Este libro blanco publicado en 2013 por la Universidad de Mánchester, aparece para sugerir que la competición entre empresas compradoras implica reducir los sueldos en países como Bangladés. Ha trazado la hoja de ruta para conseguir sueldos sostenibles.

### Reino Unido
La normativa municipal sobre niveles salariales empezó en algunas ciudades del Reino Unido en 1524. Casi 400 años más tarde se instauró el salario mínimo nacional con la Ley de asociaciones comerciales de 1909. La Ley de consejos salariales de 1945 fijó estándares de salarios mínimos en muchos sectores de la economía. Estos consejos salariales se abolieron en 1993 y fueron posteriormente reemplazados con un único salario mínimo nacional estatutario por la Ley de salario mínimo nacional de 1998, aún en vigor. Los índices se revisan anualmente por la Comisión Nacional de Sueldos Bajos. Desde el 1 de abril de 2016 el salario mínimo se paga como Salario Decente Nacional obligatorio para trabajadores mayores de 25 años. Entra en vigor por fases entre 2016 y 2020 y se establece a un nivel significativamente más alto que las anteriores cuantías de salario mínimo. Para 2020 se espera que haya aumentado a al menos 9 libras esterlinas (£) por hora y suponga una paga anual por un trabajo a tiempo completo del 60 % de la mediana de ingresos del Reino Unido. El Salario Decente Nacional es sin embargo inferior al valor calculado por la Fundación Salario Decente. Algunas organizaciones pagan voluntariamente un salario decente a su personal, ligeramente mayor que el nivel estatutario. Desde septiembre de 2014 todo el personal galés del Servicio Nacional de Salud ha recibido un mínimo del "salario decente" recomendado por la Comisión del Salario Decente. Aproximadamente 2 400 empleados recibieron un aumento de salario inicial de hasta 470 £ por encima de los niveles establecidos en la Agenda para el Cambio, ideada para todo el Reino Unido.

### Estados Unidos
En los Estados Unidos, el estado de Maryland y varios municipios han dictado ordenanzas que fijan salarios mínimos más altos que la normativa federal, la cual establece que en todos los trabajos radicados en un lugar se pague un sueldo suficiente para vivir en ese lugar. Estas ordenanzas resultan en sueldos de 3 a 7 dólares norteamericanos ($) por encima del salario mínimo federal. Sin embargo Santa Fe (Nuevo México) y San Francisco (California) han aprobado ordenanzas de muy amplio alcance sobre salario decente. Entre las ciudades estadounidenses con normativa sobre salario decente se encuentran también Albuquerque en Nuevo México y Washington D. C. El órgano legislativo de la ciudad de Chicago, Illinois también aprobó una ordenanza de salario decente en 2006, pero fue vetada por el alcalde Richard M. Daley. Esta normativa de salario viviente típicamente se aplica solo a empresas que disfrutan de subvenciones estatales o reciben contratos públicos.
Este esfuerzo empezó en 1994 cuando una alianza entre un sindicato y los dirigentes religiosos en Baltimore lanzó una exitosa campaña para que los contratistas de servicios municipales pagaran un salario decente. Tras este esfuerzo, los activistas comunitarios han conseguido ordenanzas similares en ciudades como Boston, Los Ángeles, San Francisco, y San Luis (Misuri). En 2007 había al menos 140 ordenanzas municipales sobre salario decente en ciudades estadounidenses y más de 100 campañas por un salario decente en ciudades, condados, estados y campus universitarios. En 2014 el Sindicato Internacional de Empleados de Servicios (SEIU por sus siglas en inglés) de Wisconsin se alió con funcionarios públicos contra la legislación para eliminar los salarios decentes locales. Según los datos del Ministerio de Trabajo norteamericano, Trabajos en Wisconsin Ahora —una organización sin ánimo de lucro que lucha contra la desigualdad a través de sueldos más altos— ha recibido de las organizaciones de SEIU al menos 2,5 millones de $ entre 2011 y 2013.
Aunque estas ordenanzas son recientes, varios estudios han intentado medir su impacto en los sueldos y el empleo. Ha sido complicado para los investigadores medir este impacto por la dificultad de establecer un grupo de control (donde no se hayan promulgado estas ordenanzas) para comparación. Un estudio notable definió el grupo de control como el subconjunto de ciudades que intentaron aprobar una normativa de salario decente, pero no lo consiguieron. Esta comparación indica que la implantación de un salario decente (recuérdese: aplicable solo a las pocas empresas que disfrutan de subvenciones estatales o reciben contratos públicos) aumentan el sueldo medio en ciudades, pero reducen la probabilidad de empleo para individuos en el percentil inferior de la gama salarial.

## Impacto
La investigación muestra que las leyes de salario mínimo y la normativa sobre salario decente tienen diferente impacto en la pobreza. Esta última reduce la pobreza. Los sectores afectados por leyes de salario mínimo y por normativa sobre salario decente difieren, porque esta normativa generalmente se aplica a un sector más limitado de la población. Se estima que los trabajadores a los que esta normativa es aplicable solo son entre el 1 y el 2 % del cuartil inferior de la gama salarial. Debe tenerse en cuenta que el impacto de la normativa sobre salario decente depende fuertemente de su grado de cumplimiento.
Neumark y Adams, en su artículo ¿La normativa sobre salario decente reduce la pobreza urbana? afirman: «hay evidencia de que donde se aplican las ordenanzas sobre salario decente, se reducen modestamente los índices de pobreza. Sin embargo no hay ninguna evidencia que las leyes estatales de salario mínimo consigan esto.»
Un estudio llevado a cabo en Hamilton, Canadá, por Zeng y Honig, indicó que los trabajadores que reciben un salario decente tienen un mayor compromiso afectivo con su empresa y menor intención de marcharse. Los empleados que cobraban este salario tenían mayor probabilidad de apoyar a la organización para la que trabajan de varias maneras, como «proteger su imagen pública, ayudar a los colegas a solucionar problemas, mejorar sus habilidades y técnicas, proporcionar sugerencias o consejos al equipo directivo, y preocupándose sobre la organización.» Los autores interpretan este hallazgo a través de la teoría de intercambio social, la cual señala la obligación mutua que sienten empleados y empleadores cuando los empleados perciben que están siendo tratados favorablemente.
El actual salario mínimo nacional en los Estados Unidos no es suficiente para vivir, por lo que los empleados que lo cobran deben recurrir a subsidios federales o estatales (por ejemplo vales de comida). Se estima que si el salario mínimo se elevara a 12 $/hora, se ahorrarían 18 millardos de $ en ayudas federales. Otros posibles beneficios para los empleados serían mayor autoestima y satisfacción laboral, que también afectarían positivamente a sus hijos. Estos niños verían entornos sociales mejorados y quizás mejor rendimiento escolar debido a este apoyo. Con el aumento de sueldo, el empleado asimismo aumentaría su poder adquisitivo, lo cual ayudaría a estimular la economía y crear más empleo.

## Estimaciones de salario decente
En 2003 había en vigor 122 ordenanzas de salario decente en ciudades norteamericanas (algunas de las cuales pueden verse en la tabla inferior, comparadas con otros países) y otras 75 en discusión.
| País                                          | Por hora (costes laborales unitarios, CLU) | Por hora (dólares estadounidenses, $) |
| --------------------------------------------- | ------------------------------------------ | ------------------------------------- |
| Canadá                                        |                                            |                                       |
| Calgary Toronto Vancouver                     | 18,15 CAD 18,52 CAD 20.91 CAD              | 13,96 $ 14,25 $ 16,08 $               |
| Irlanda                                       |                                            |                                       |
| Nacional                                      | 11,90 €                                    | 13,42 $                               |
| Nueva Zelanda                                 |                                            |                                       |
| Nacional                                      | 20,50 NZD                                  | 14,54 $                               |
| Reino Unido                                   |                                            |                                       |
| nacional Londres                              | 8,75 £ 10,20 £                             | 11,22 $ 13,08 $                       |
| Estados Unidos                                |                                            |                                       |
| Nacional Los Ángeles Nueva York San Francisco | 16,07 $ 18,95 $ 21,55 $ 23,79 $            | 16,07 $ 18,95 $ 21,55 $ 23,79 $       |

Además de los actos normativos descritos, muchas empresas han adoptado códigos de conducta voluntarios. Los Principios Sullivan en Sudáfrica son un ejemplo de un código de conducta voluntario que establece que las empresas deben pagar a los trabajadores al menos lo suficiente para cubrir sus necesidades básicas.
En la tabla inferior aparecen (en moneda local y con paridad de poder de compra, PPP por sus siglas en inglés) estimaciones de salario decente para 12 países. Dichas estimaciones para el año 2000 van desde los ingresos bajos de 1,7 $/hora hasta los ejemplos de ingresos altos de aproximadamente 11,6 $/hora.
| País                             | Trabajador a tiempo completo (hogar de 4 personas) | Número medio de equivalentes de trabajador a tiempo completo en el país (hogar de 4 personas) | Trabajador a tiempo completo (el número de personas por hogar varía según el país) | Número medio de equivalentes de trabajador a tiempo completo en cada país |
| -------------------------------- | -------------------------------------------------- | --------------------------------------------------------------------------------------------- | ---------------------------------------------------------------------------------- | ------------------------------------------------------------------------- |
| Bangladés                        | 1,61                                               | 1,14                                                                                          | 2,02                                                                               | 1,44                                                                      |
| India                            | 1,55                                               | 1,32                                                                                          | 1,79                                                                               | 1,52                                                                      |
| Zimbabue                         | 2,43                                               | 1,70                                                                                          | 3,18                                                                               | 2,22                                                                      |
| Promedio de ingresos bajos       | 1,86                                               | 1,39                                                                                          | 2,33                                                                               | 1,72                                                                      |
| Armenia                          | 3,03                                               | 2,05                                                                                          | 2,52                                                                               | 1,70                                                                      |
| Ecuador                          | 1,94                                               | 1,74                                                                                          | 2, 23                                                                              | 2,01                                                                      |
| Egipto                           | 1,96                                               | 1,77                                                                                          | 2,45                                                                               | 2,21                                                                      |
| China                            | 2,08                                               | 1,47                                                                                          | 1,95                                                                               | 1,38                                                                      |
| Sudáfrica                        | 3,10                                               | 2,60                                                                                          | 3,35                                                                               | 2,81                                                                      |
| Promedio de ingresos medio-bajos | 2,42                                               | 1,93                                                                                          | 2,50                                                                               | 2,02                                                                      |
| Lituania                         | 4,62                                               | 3,21                                                                                          | 3,97                                                                               | 2,76                                                                      |
| Costa Rica                       | 3,68                                               | 3,38                                                                                          | 3,90                                                                               | 3,58                                                                      |
| Promedio de ingresos medio-altos | 4,14                                               | 3,30                                                                                          | 3,94                                                                               | 3,17                                                                      |
| Estados Unidos                   | 13,10                                              | 11,00                                                                                         | 13,36                                                                              | 11,23                                                                     |
| Suiza                            | 16,41                                              | 13,23                                                                                         | 14,76                                                                              | 11,91                                                                     |
| Promedio de ingresos altos       | 14,75                                              | 12,10                                                                                         | 14,06                                                                              | 11,57                                                                     |

## Movimientos en pro de un salario decente

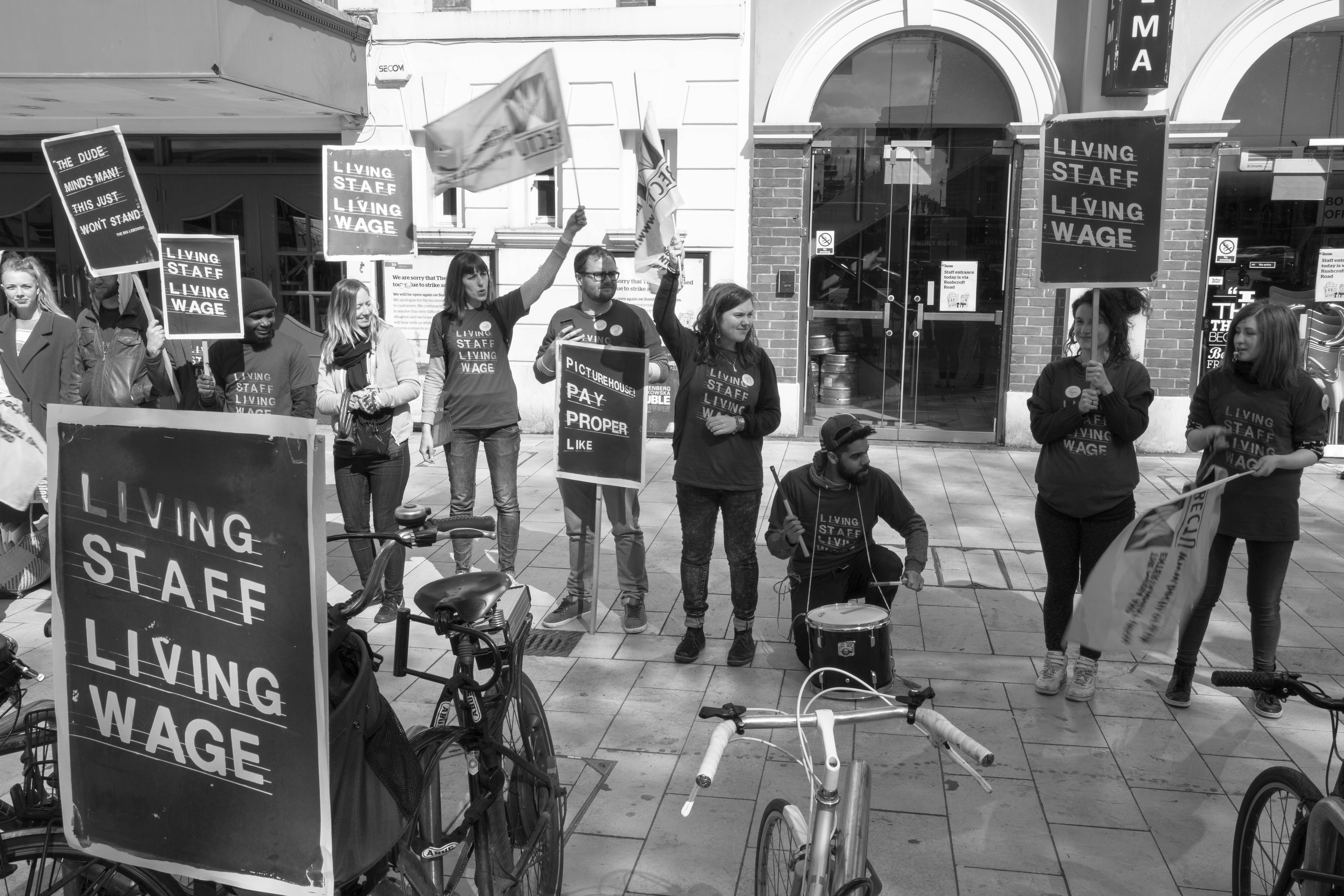
Tabajadores protestando por un salario decente en Londres, Reino Unido. (2017)

La Campaña por un Salario Decente en el Reino Unido surgió en Londres, donde fue lanzada en 2001 por miembros de la organización comunitaria Ciudadanos de Londres (posteriormente Ciudadanos del Reino Unido). Se embarcó en una serie de acciones por un salario decente, y en 2005 la Autoridad del Gran Londres estableció la Unidad de Salario Decente para calcularlo en Londres, pese a que esta autoridad no tenía ningún poder para aplicarlo. El salario decente londinense se desarrolló en 2008 cuando la Fundación para Londres (Trust for London) otorgó una subvención de más de un millón de £ para campañas, investigación y un sistema para que los empresarios se acreditaran. La Campaña por un salario decente dio posteriormente lugar a un movimiento nacional con acciones locales por todo el Reino Unido. La Fundación Joseph Rowntree financió al Centro de Investigación sobre Políticas Sociales (CRSP por sus siglas en inglés) en la Universidad de Loughborough para que calculara la cifra de un estándar británico de ingresos mínimos (MIS por sus siglas en inglés), una media de todo el Reino Unido independiente del alto coste de la vida en Londres.
En 2011 el CRSP utilizó el MIS como la base de un modelo estándar con el objetivo de establecer un salario decente para el Reino Unido, a excepción de Londres. Ciudadanos del Reino Unido, una organización comunitaria nacional surgida de Ciudadanos de Londres, lanzó la Fundación para un Salario Decente y la marca "Empresario de Salario Decente". Desde 2011, la Fundación para un Salario Decente (LWF por sus siglas en inglés) ha acreditado a más de 1 800 empresarios que pagan el salario decente que ha propuesto. El salario decente en Londres lo calcula GLA Economics, y el CRSP calcula el de fuera de Londres. En 2015 recomendaban 9,40 £/hora para Londres y 8,25 £/hora para el resto del Reino Unido. Estos índices se actualizan anualmente en noviembre. En enero de 2016 la LWF estableció una nueva comisión de salario decente para supervisar el cálculo de los índices de este salario en el Reino Unido.
En 2012 la Fundación para Londres financió una investigación sobre los costes y los beneficios de implantar un salario decente en Londres, que fue llevada a cabo por la Queen Mary University of London. En 2014 se publicaron posteriores investigaciones sobre el impacto potencial de elevar el salario mínimo nacional estatutario al mismo nivel que el salario decente recomendado por la LWF. Entre ellas, 2 informes (Más allá de la cifra de beneficios y ¿Salario decente a qué precio?) financiados por la Fundación para Londres y elaborados por el Instituto para la Investigación sobre Políticas Públicas (IPPR por sus siglas en inglés) y la Fundación Resolución. Además Landman Economics publicó El impacto económico de extender el salario decente a todos los empleados del Reino Unido.
Un informe de 2014 de la citada comisión de salario decente, presidida por el doctor John Sentamu, arzobispo de York, recomendaba pagar a los trabajadores públicos obligatoriamente un sueldo decente, pero que fuera voluntario para el sector privado. Los datos publicados a finales de 2014 por el Instituto de Nuevas Políticas y la Fundación para Londres mostraban que al 20 % de los empleados londinenses se les pagó entre 2011 y 2013 menos que el salario decente recomendado por la LWF. La proporción de residentes en Londres que recibían menos era mayor en los barrios de Newham (37 %) y Brent (32 %). Una investigación de la Oficina para Estadística Nacional en 2014 indicó que, en aquel tiempo, la proporción de trabajos fuera de Londres en los que se pagaba menos del sueldo decente era del 23 %. La cifra equivalente dentro de Londres era del 19 %. Otra investigación, de la Universidad de Loughborough, encargada por la Fundación para Londres, muestra que 4 de cada 10 londinenses no pueden pagarse un nivel de vida digno —esto es, uno que les permita satisfacer sus necesidades básicas y participar mínimamente en la sociedad. Resulta significativamente mayor que el 30 % que caen por debajo del estándar en todo el Reino Unido. Dichos 4 de cada 10 suman 3,5 millones de londinenses, un aumento de 400 000 desde noviembre de 2010. La investigación destaca la necesidad de mejorar los ingresos a través de mayores sueldos, principalmente el sueldo decente de Londres, para asegurar a más londinenses un nivel de vida decente.
Ed Miliband, el dirigente entre 2010 y 2015 del opositor Partido Laborista, apoyó un salario decente y propuso beneficios fiscales para los empresarios que lo adoptaran. El Partido Laborista ha aprobado un salario decente en algunos consejos locales que controla, como Birmingham o Cardiff. El Partido Verde también apoya la introducción de un salario decente, pues cree que el salario mínimo nacional debería ascender al 60 % de la ganancia promedio nacional. El partido Sinn Féin también apoya la introducción de un salario decente en Irlanda del Norte. Otros partidarios son el columnista de diario The Guardian Polly Toynbee, Acción de la Iglesia contra la Pobreza, la Unidad Escocesa contra los Sueldos Bajos y ¡Bloomsbury Contraataca!

### Movimiento Aotearoa por un salario decente en Nueva Zelanda
En Nueva Zelanda un nuevo movimiento social, el Movimiento Aotearoa por un salario decente, se formó en abril de 2013. Surgió de una red dispersa que en mayo de 2012 había lanzado una campaña con este fin. En 2015 había en Aotearoa más de 50 organizaciones religiosas, sindicales y comunitarias; en 2017 ascendían a 90.
En febrero de 2013 una investigación independiente del Centro Familiar para una Política Social cifró el salario decente neozelandés en 18,40 dólares neozelandeses (NZD) por hora. Esto aumentó en 2014 a 18,80 NZD/hora; en 2017, a 20,20 NZD/hora. Y el 1 de abril de 2019, a 21,15 NZD/hora.
El 1 de julio de 2014 se anunciaron los primeros empleadores acreditados por pagar sueldos decentes. Las 20 entidades para 2014-15 incluían productores de alimentos, agencias de servicios sociales, organizaciones comunitarias, sindicatos y un restaurante. Este número aumentó a 90 organizaciones, incluyendo la primera empresa comercial, Vector, en 2016. El Ayuntamiento de Wellington se convirtió en empleador acreditado en 2018, junto con AMP (la segunda empresa comercial), y en 2019 se unió el primer banco, Westpac, a las 130 entidades acreditadas. El Estado neozelandés también ha aumentado hasta el salario decente los sueldos de todos los empleados públicos a los que paga directamente, y se ha comprometido a dar los primeros pasos para los trabajadores contratados en su primer plazo.

### Salario Suelo Asiático
Formada en 2009, Salario Suelo Asiático (Asia Floor Wage) es una heterogénea coalición de organizaciones laborales y de otros tipos que buscan implantar un salario decente en toda Asia, con especial atención a la manufactura textil. Hay miembros de esta coalición en Bangladés, Camboya, Hong Kong, India, Indonesia, Malasia, Pakistán, Filipinas, Sri Lanka, Tailandia y Turquía, así como seguidores en Europa y América del Norte. La campaña toma por blanco a las multinacionales que no pagan salarios decentes a sus trabajadores en países en desarrollo.

### Campañas estadounidenses por un salario decente

#### Nueva York

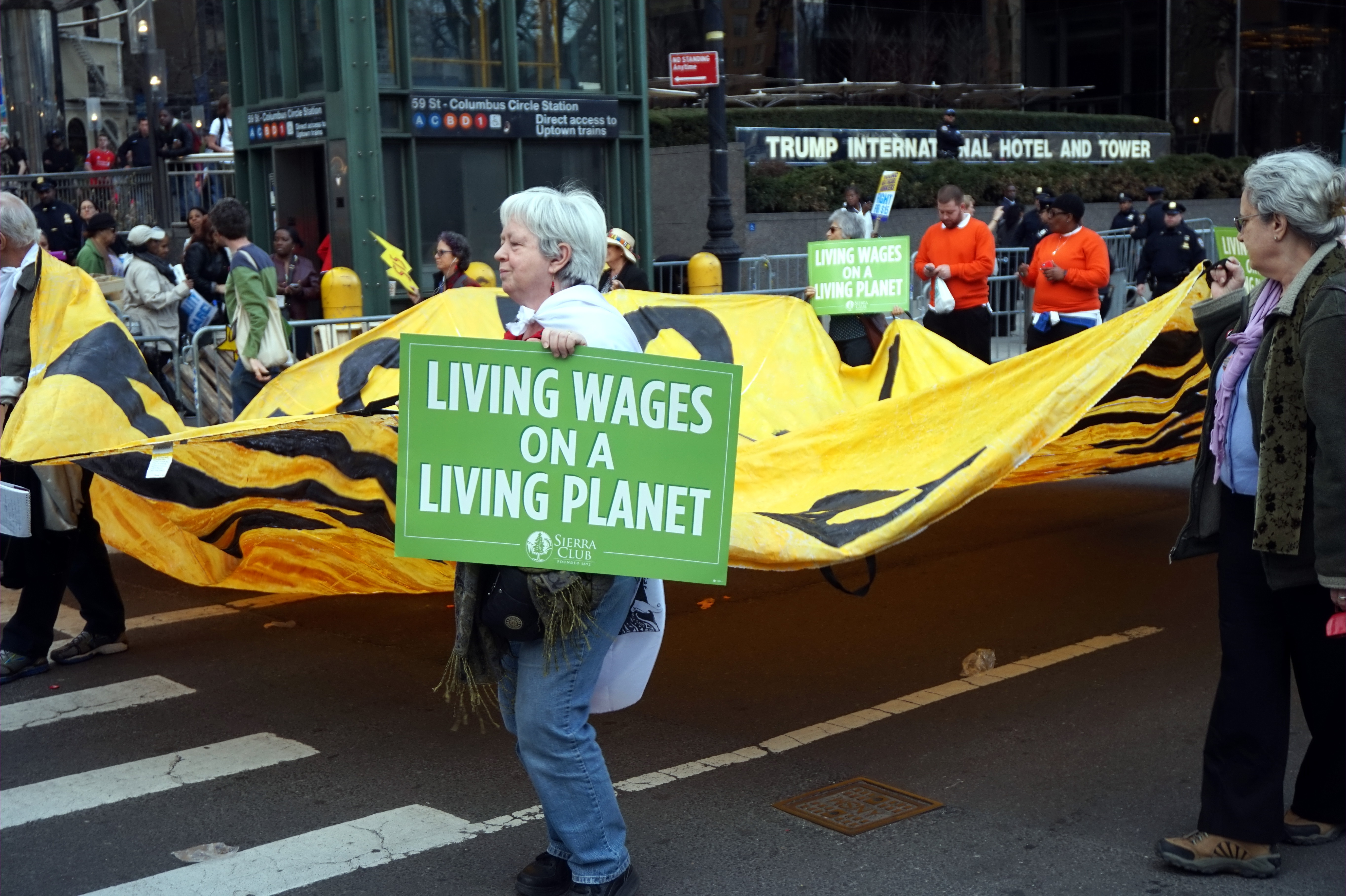
Manifestación por un salario decente en Nueva York (2015)

Se ha propuesto una ley que dirá a los contribuyentes a dónde van sus dólares de inversión e impondrá a los constructores estándares laborales más estrictos. Los constructores que reciban cantidades sustanciales de dinero público estarán obligados a pagar a sus empleados al menos un salario decente. La ley está diseñada para elevar la calidad de vida y estimular la economía local. Garantizará específicamente que los trabajadores de grandes obras reciban un salario de al menos 10,00 $/hora. El sueldo decente se indexará con la inflación, de modo que aumentará si suben los precios. Además la ley requerirá que los empleados a los que su patrón no paga un seguro de salud (en EE. UU. es voluntario, mientras que en la mayoría de los demás países es obligatorio) recibirán 1,50 $/hora adicionales para costearse sus gastos sanitarios. Los trabajadores de una obra subvencionada también tendrán garantizado un salario decente.
Muchos cargos municipales se han opuesto a los requisitos de salario decente porque creen que empeoran el clima empresarial, haciendo así las ciudades menos atractivas para potenciales industrias. Logísticamente las ciudades tienen que contratar empleados para su administración. En cambio los defensores de esta normativa han reconocido que cuando los sueldos no son suficientes, los trabajadores de bajos sueldos se ven a menudo forzados a recurrir a ayudas públicas, mediante vales de comida o Medicaid.
James Parrott, del Instituto de Política Fiscal, testificó en mayo de 2011, durante una reunión del Ayuntamiento de Nueva York, que los salarios reales para los trabajadores de bajos sueldos han disminuido sustancialmente en los últimos 20 años, a pesar de notables aumentos en los niveles medios de educación. Un informe del Instituto de Política Fiscal indicó que las desgravaciones fiscales a las empresas han crecido 2 veces y media más deprisa que los impuestos recaudados por la Ciudad de Nueva York, y se pregunta por qué estos recursos públicos se invierten en trabajos de miseria ("sueldos de miseria" o "sueldos de hambre" son lo opuesto de "salario decente"). Parrott testificó que la desigualdad de ingreso en Nueva York supera a la de otras grandes ciudades: el 1 % de los que ganan más recibe el 44 % del ingreso total.

#### Condado de Miami-Dade
La Coalición Comunitaria para un Salario Decente (CCLW por sus siglas en inglés) se lanzó en 1997 en Miami, Florida, como asociación entre las organizaciones locales para la reducción de la pobreza y las defensoras de la mano de obra asalariada Catalizador de Miami, Servicios Legales del Gran Miami y la rama en Florida]del Sur del sindicato AFL-CIO. El CCLW organizó una exitosa campaña para la aprobación en 1999 de una ordenanza sobre salario decente en el condado de Miami-Dade, la primera de este tipo en el sur de EE. UU. Esta ordenanza requiere que el condado y sus contratistas paguen a todos sus empleados un salario ligado a la inflación de 12,63 $/hora cuando además el empresario proporciona al trabajador algún tipo de beneficio (por ejemplo seguro médico), o de 15 $/hora sin beneficios (cifras de 2018).

#### Universidad de Harvard
El alumnado de la Universidad de Harvard empezó en 1998 a organizar una campaña para combatir los bajos sueldos de algunos trabajadores de la institución. Después de varios intentos fallidos de conseguir una reunión con el presidente de Harvard, Neil Rudenstine, la Campaña por un salario decente empezó a pasar a la acción. Al ganar fuerza el movimiento, esta campaña organizó manifestaciones con el apoyo de estudiantes, alumni, personal de las facultades, miembros de la comunidad y otras organizaciones. Lo más importante fue que estas manifestaciones obtuvieron el apoyo de los trabajadores de Harvard, fortaleciendo las demandas de mejores sueldos. Después de varias medidas que intentaron provocar un cambio de postura en la administración de la Universidad, el movimiento tomó su medida más drástica: en 2001 aproximadamente 50 estudiantes ocuparon la oficina del presidente y los administradores para una sentada de 3 semanas. Mientras estos alumnos se encontraban en la oficina del presidente, los seguidores dormirían fuera del edificio para mostrar solidaridad. Al final de la sentada, los trabajadores del comedor consiguieron acordar un contrato que elevaba sus pagas. Después de esta sentada, la Campaña por un salario decente animó a los sindicatos y a los trabajadores de contratos y de servicio para empezar a negociar salarios justos.

#### Universidad de Miami
La Campaña por un salario decente en la Universidad de Miami empezó después de que se supiera que los sueldos allí estaban entre el 18 y el 19 % por debajo de los del mercado. En 2003 los miembros de la Coalición por un Trabajo Justo en la Universidad de Miami empezaron a manifestarse por los sueldos del personal universitario. Después de que fracasaran las negociaciones entre la universidad y el sindicato Federación Norteamericana de Empleados Municipales, Condales y Estatales (AFSCME por sus siglas en inglés), los trabajadores fueron a la huelga. Durante 2 semanas los trabajadores protestaron y el alumnado creó una ciudad de tiendas de campaña como muestra de apoyo a los huelguistas. Finalmente más alumnado y miembros de las facultades y de la comunidad expresaron su apoyo. Incluso el presidente de un sindicato hizo huelga de hambre como otro medio de protesta contra los bajos sueldos. A finales de 2003 el sindicato consiguió un acuerdo con la universidad para aumentos graduales de alrededor del 10,25 %. Todavía quedaba presión para que la Universidad de Miami adoptara una política de salario decente.

#### Universidad Johns Hopkins
El Comité Estudiantil de Acción Laboral (SLAC por sus siglas en inglés) de la Universidad Johns Hopkins pasó a la acción organizando una sentada hasta que la administración de la entidad escuchara sus demandas. En 1999, después de un petición con miles de firmas, el presidente de la Universidad, William R. Brody , elevó el salario por hora (a solo 7,75 $) pero no incluyó los gastos sanitarios ni un ajuste con la inflación. A comienzos de 2000 empezó una sentada para que la Universidad adoptara un salario decente. Unas cuantas semanas más tarde se alcanzó un acuerdo con la administración. SLAC asegura ahora que se aplica la política de salario decente.

#### Facultad Swarthmore
La Campaña por la democracia y un salario decente en Swarthmore College empezó en 2000 con pequeñas reuniones entre estudiantes y personal para tratar las preocupaciones sobre sus sueldos. En los dos años siguientes la campaña trasladó estas preocupaciones a la administración de la entidad educativa. Como respuesta, en 2002,el salario aumentó de 6,66 a 9 $ cada hora. Aunque a los participantes les complació este primer resultado, consideraron que a la entidad le quedaba un largo camino por recorrer. Su presidente, Al Bloom creó un comité ad hoc para determinar cuánto suponía un salario decente. Este comité hizo público un informe en el que sugería un salario por hora, con complementos por cuidado de hijos y atención a la salud del empleado y su familia.

#### Universidad de Virginia
La Campaña por un salario decente en la Universidad de Virginia (UVA) en Charlottesville, Virginia, integrada por alumnado, personal de las facultades y miembros de la comunidad, empezó en 1995 durante la administración del presidente John Casteen y continuó bajo la administración de la presidenta Teresa Sullivan. La campaña ha reclamado que la Universidad suba los sueldos de manera que puedan pagar el coste de la vida en el área de Charlottesville, calculado por el Instituto de Política Económica, una organización independiente.
En 2000, la campaña consiguió persuadir a los administradores universitarios para subir el sueldo "suelo" de 6,10 a 8,19 $/hora. Sin embargo este sueldo solo se aplicaba a los empleados directos y no a los trabajadores de contratas. En la primavera de 2006, la campaña captó la atención de los medios de comunicación nacionales cuando 17 estudiantes protagonizaron una sentada en la oficina del presidente universitario en el edificio Madison. Un profesor fue arrestado el primer día de la protesta. Los 17 estudiantes fueron detenidos tras 4 días de protesta y posteriormente absueltos en juicio.
A comienzos de 2010 la campaña ha organizado una serie de manifestaciones y otros acontecimientos con el objetivo de llamar la atención sobre la necesidad de un salario decente para los empleados de la UVA. También se ha reunido numerosas veces con miembros de la administración de la entidad, incluido el presidente. Para fundamentar su demanda de un salario decente, la campaña sostiene que continuar pagando sueldos bajos es incoherente con que la Universidad se proclame una "comunidad de confianza". Asimismo ha resaltado que en el libro de texto, La organización social del trabajo, coescrito por la presidenta Sullivan en 2011, se afirma que «recibir un sueldo decente es una condición necesaria para la autorrealización.» Después de manifestaciones y reuniones en la primavera de 2011, Sullivan publicó un "Compromiso con los empleados peor pagados" en el sitio web del presidente, con una carta dirigida a la campaña.
El 8 de febrero de 2012, la campaña dirigió una serie de demandas a los administradores de la entidad en las que pedían una política de salario decente. Estas demandas incluían el requisito que la Universidad «abordara explícitamente» el asunto el siguiente 17 de febrero. Pese a que Sullivan respondió a las demandas en un correo electrónico masivo enviado a la comunidad universitaria poco antes de que terminara ese día, la campaña criticó su respuesta por «intencionadamente engañosa» y se comprometió a pasar a la acción.
El 18 de febrero, la campaña anunció que 12 estudiantes empezarían una huelga de hambre para dar a conocer la angustiosa situación de los trabajadores mal pagados.

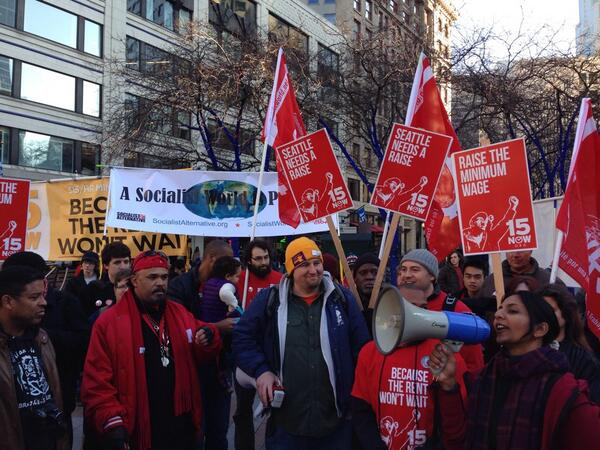
Manifestación por un salario decente en Seattle, Estados Unidos. (2014)

## Críticas

### Efectos supuestos
Las críticas contra la normativa que implanta salarios decentes han tomado formas similares a las que se han dirigido contra el salario mínimo. Económicamente, ambos pueden ser analizados como un precio suelo para la mano de obra. Este precio suelo, si por la evolución del mercado laboral queda por encima del precio de equilibrio, produce necesariamente un “superávit”. En el contexto de un mercado de trabajo, teóricamente el paro sube, porque el número de empresarios dispuestos a contratar por un salario decente es menor que si tuvieran que pagar solo el salario de equilibrio. Por esta razón establecer el salario mínimo al nivel del salario decente ha sido criticado por el riesgo de destruir empleo.
Los críticos han advertido de que el salario decente no solo aumenta el paro, sino también incrementa los precios y produce una carencia de trabajos de bajo nivel debido a «efectos de sustitución del trabajo». La adopción voluntaria de un salario decente por una empresa se critica como imposible porque otras empresas en el mismo mercado disfrutarían de ventaja competitiva. El argumento económico sería que, ceteris paribus (a igualdad de todo lo demás), una compañía que pagara sus trabajadores más de lo requerido por el mercado sería incapaz de competir con otras que les pagaran según el mercado. Para más información ver ventaja competitiva.
Las evaluaciones que se han realizado muestran una reducción del número de trabajadores pobres sin impactos significativos en el empleo ni en los costes empresariales.

### Eficacia supuesta
Otro tema que ha surgido es que el salario decente puede ser una herramienta contra la pobreza menos eficaz que otras medidas. Varios autores sostienen que el salario decente es solo una manera limitada de abordar los problemas de aumento de desigualdad de ingreso, la proliferación de trabajos mal pagados durante largos períodos de la vida del empleado, y un declive de los sindicatos y de la protección legal de los trabajadores. Puesto que las ordenanzas sobre salarios decentes enfocan la cuestión como el aseguramiento de ingresos suficientes para una familia en vez de para un individuo, estos salarios decentes podrían estar yendo a familias que ya ganaran lo suficiente para vivir. Según una encuesta entre economistas de trabajo realizada en el año 2000 por el Instituto de Políticas de Empleo, solo el 31 % considera los salarios decentes como herramientas muy eficaces contra la pobreza, o algo eficaces, mientras que el 98 % ve muy eficaces o algo eficaces políticas como las desgravaciones en el impuesto sobre la renta o los subsidios de alimentos a las familias de bajos ingresos. Por otro lado, según Zagros Madjd-Sadjadi, un economista del departamento de estadísticas laborales e investigación del estado de California, el salario decente puede ser visto por la gente como preferible a otros métodos porque refuerza la «moral del trabajo» y asegura la producción de algo valioso (la labor realizada tiene valor para alguien porque, de lo contrario, no se pagaría), a diferencia de los subsidios, a menudo considerados un puro «regalo» de las arcas públicas.
Que exista un salario decente (un precio justo por hora trabajada) no garantiza que el empleado trabaje a la semana un número de horas suficiente para garantizarle unos ingresos adecuados. Existen empleos en los que la carga de trabajo es muy variable, y es posible que algunas semanas se necesiten muy pocas horas de trabajo por parte del empleado. Esto se puede combatir normativamente obligando, lo mismo que a un salario mínimo, a un número mínimo de horas de trabajo semanales o mensuales.
También existen empleos a tiempo parcial donde el número de horas que debe trabajar la persona empleada es estable, pero reducido. La existencia de un salario decente no remedia esta situación. Si esta persona lo que quisiera es un empleo a tiempo completo (por ejemplo en España en agosto de 2018 lo quería el 54,19 % de quienes trabajaban a tiempo parcial), se ve obligada a tener varios empleos a tiempo parcial, incrementando sus costes de transporte y tiempo de desplazamiento.
Asimismo, si las dificultades para vivir con los salarios del mercado no están causadas porque esos salarios se encuentren por debajo del precio de todas las necesidades básicas, sino solamente de alguna de ellas, sometida a especulación (el ejemplo más habitual es la vivienda), la introducción de un salario decente no solo no resolverá el problema, sino que puede agravarlo (porque más renta disponible irá a la necesidad tensionada, lo que incrementará su precio). En estos casos resultan más eficaces medidas que reduzcan la especulación sobre la necesidad afectada (construir vivienda social, por ejemplo).

### Perspectiva de género
La definición  de salario decente como "ingreso suficiente para una familia" ha sido criticada por enfatizar la función de los varones como sostenes de la familia.